# Berettyóújfalu
Berettyóújfalu je mesto na Madžarskem, ki upravno spada pod podregijo Berettyóújfalui Županije Hajdú-Bihar.